# Lithops helmutii
Lithops helmutii är en isörtsväxtart som beskrevs av L. Bol. Lithops helmutii ingår i släktet Lithops och familjen isörtsväxter. Inga underarter finns listade i Catalogue of Life.